# Joué-du-Plain
Joué-du-Plain és un municipi francès situat al departament de l'Orne i a la regió de Normandia. L'any 2007 tenia 251 habitants.

## Demografia

### Població
El 2007 la població de fet de Joué-du-Plain era de 251 persones. Hi havia 96 famílies de les quals 20 eren unipersonals (16 homes vivint sols i 4 dones vivint soles), 36 parelles sense fills, 32 parelles amb fills i 8 famílies monoparentals amb fills.
La població ha evolucionat segons el següent gràfic:
Habitants censats

### Habitatges
El 2007 hi havia 127 habitatges, 98 eren l'habitatge principal de la família, 13 eren segones residències i 16 estaven desocupats. Tots els 125 habitatges eren cases. Dels 98 habitatges principals, 81 estaven ocupats pels seus propietaris, 13 estaven llogats i ocupats pels llogaters i 4 estaven cedits a títol gratuït; 7 tenien dues cambres, 14 en tenien tres, 20 en tenien quatre i 57 en tenien cinc o més. 77 habitatges disposaven pel capbaix d'una plaça de pàrquing. A 44 habitatges hi havia un automòbil i a 51 n'hi havia dos o més.

### Piràmide de població
La piràmide de població per edats i sexe el 2009 era:
| Homes | Edats   | Dones |
| ----- | ------- | ----- |
| 0     | 95 o +  | 0     |
| 0     | 90 a 94 | 0     |
| 4     | 85 a 89 | 0     |
| 0     | 80 a 84 | 0     |
| 12    | 75 a 79 | 12    |
| 8     | 70 a 74 | 0     |
| 0     | 65 a 69 | 8     |
| 0     | 60 a 64 | 0     |
| 0     | 55 a 59 | 4     |
| 12    | 50 a 54 | 4     |
| 20    | 45 a 49 | 12    |
| 12    | 40 a 44 | 8     |
| 4     | 35 a 39 | 4     |
| 12    | 30 a 34 | 4     |
| 0     | 25 a 29 | 0     |
| 0     | 20 a 24 | 20    |
| 4     | 15 a 19 | 12    |
| 8     | 10 a 14 | 0     |
| 8     | 5 a 9   | 0     |
| 8     | 0 a 4   | 0     |

## Economia
El 2007 la població en edat de treballar era de 177 persones, 134 eren actives i 43 eren inactives. De les 134 persones actives 121 estaven ocupades (67 homes i 54 dones) i 13 estaven aturades (6 homes i 7 dones). De les 43 persones inactives 19 estaven jubilades, 15 estaven estudiant i 9 estaven classificades com a «altres inactius».

### Ingressos
El 2009 a Joué-du-Plain hi havia 94 unitats fiscals que integraven 245 persones, la mediana anual d'ingressos fiscals per persona era de 17.321 €.

### Activitats econòmiques
Dels 5 establiments que hi havia el 2007, 1 era d'una empresa de construcció, 2 d'empreses de comerç i reparació d'automòbils, 1 d'una empresa de transport i 1 d'una empresa financera.
L'únic servei als particulars que hi havia el 2009 era un paleta.
L'any 2000 a Joué-du-Plain hi havia 16 explotacions agrícoles que ocupaven un total de 913 hectàrees.

## Poblacions més properes
El següent diagrama mostra les poblacions més properes.